# Echte salie
De echte salie (Salvia officinalis) is een vaste plant die behoort tot de lipbloemenfamilie (Labiatae of Lamiaceae). De plant wordt vooral gebruikt als kruid en is met name bekend uit de mediterrane keuken.
De plant wordt 40–80 cm hoog. De bladeren zijn dik, grijs en sterk aromatisch; de bladnerven zijn diep ingezonken. De bladrand is fijn gekarteld-getand of bijna gaafrandig. De stengel kan onderaan houtig zijn.
De soort bloeit in juni en juli met 2–3 cm lange, blauwpaarse, soms witte of roze bloemen. De kroonbuis heeft van binnen een krans van haren. De bloeiwijze bestaat uit twee schijnkransen en vier tot acht bloemen.
De vrucht is een vierdelige splitvrucht.

## Cultivars
Cultivars:
- Salvia officinalis 'Icterina' heeft een geel randje langs de groene bladeren.
- Salvia officinalis 'Tricolor' heeft een witroze randje langs de groene bladeren.
- Salvia officinalis 'Purpurascens' heeft donkerrood blad.

## Toepassingen
Vanaf mei, vlak voor de bloei, kunnen er scheuten worden geplukt om te drogen. Dat moet snel gebeuren, binnen een week. Hiervoor is een droge en goed geventileerde plek nodig.
Salie is bekend om zijn geneeskrachtige werking. Het werkt ontsmettend en wordt wel gebruikt tegen ontstekingen van met name de slijmvliezen. Om die reden wordt het wel in tandpasta's verwerkt. Sterke saliethee wordt gebruikt om te gorgelen en spoelen. Hogere salieconcentraties zijn giftig bij inname. Traditioneel wordt salie onder meer gebruikt om de melkproductie bij borstvoeding te verminderen, er is echter geen wetenschappelijk bewijs dat dit gebruik ondersteunt of ontkracht.
Witte Salie wordt door sommigen gezien als "Heilig Kruid”. Er wordt gezegd dat de geur van verbrande salie gevreesd wordt door slechte geesten en deze zouden ervoor wegvluchten en verdwijnen.
In de keuken overheerst de smaak van salie makkelijk die van andere kruiden. De smaak van salie kan worden omschreven als warm, kruidig en een beetje bitter.

## Afgeleid gebruik van de naam
In de Lage Landen werd het kruid wel meegekookt in melk. Deze saliemelk of kortweg salie werd als geneeskrachtig en rustgevend beschouwd. Zo zeer rustgevend dat Potgieter in zijn boek Jan, Jannetje en hun jongste kind (1841) een Jan Salie laat optreden, die, voor hij naar bed gaat, saliemelk drinkt (in plaats van een stevig glas bier). Deze figuur staat symbool voor de trage 19e-eeuwse, Nederlandse geest. Nog steeds is Jan Salie synoniem voor een trage geest.
... · S. divinorum · S. elegans (Ananassalie) · S. glutinosa (Kleverige salie) · S. hierosolymitana · S. obtusata · S. officinalis (Echte salie) · S. pratensis (Veldsalie) · S. rosmarinus (Rozemarijn) · S. sclarea (Scharlei) · S. verbenaca (Kleinbloemige salie) · S. verticillata (Kranssalie) · ...